# Championnat d'Israël de football 2010-2011
Navigation
Saison précédente Saison suivante
La saison 2010-2011 du Championnat d'Israël de football est la 59e édition du championnat de première division en Israël. La Ligat HaAl regroupe les seize meilleurs clubs du pays au sein d'une poule unique, où ils s'affrontent deux fois au cours de la saison, à domicile et à l'extérieur. À l'issue de cette première phase, les six premiers disputent la poule pour le titre, les clubs classés entre la 7e et la 10e place la poule de classement tandis que les six derniers prennent part à la poule de relégation, qui voit les deux derniers être relégués et l'antépénultième jouer un barrage de promotion-relégation face au 3e de deuxième division.
C'est le club du Maccabi Haïfa qui remporte la compétition cette saison, après avoir terminé en tête du classement de la poule pour le titre, avec sept points d'avance sur le tenant du titre, l'Hapoël Tel-Aviv et dix sur le Maccabi Haïfa. C'est le douzième titre de champion d'Israël de l'histoire du club.

## Qualifications continentales
Le vainqueur du championnat se qualifie pour le deuxième tour préliminaire de la Ligue des champions de l'UEFA 2011-2012. Le vainqueur de la Coupe d'Israël, tout comme les 2e et 3e du classement, se qualifie pour la Ligue Europa 2011-2012.

## Les 16 équipes
| Club                            | Stade                         | Capacité |
| ------------------------------- | ----------------------------- | -------- |
| Betar Jérusalem                 | Teddy Kollek Memorial Stadium | 21 600   |
| Hapoël Bnei Sakhnin             | Doha Stadium                  | 8 500    |
| Bnei Yehoudah                   | Bloomfield Stadium            | 15 700   |
| MS Ashdod                       | Yud-Alef Stadium              | 7 800    |
| Hapoël Acre                     | Green Stadium                 | 4 000    |
| Hapoël Beer-Sheva               | Vasermil Stadium              | 13 000   |
| Hapoël Haïfa                    | Kiryat Eliezer Stadium        | 14 002   |
| Hapoël Petah-Tikvah             | Petah Tikva Municipal Stadium | 6 768    |
| Hapoël Ironi Kiryat Shmona (D2) | Ironi Stadium                 | 5 300    |
| Hapoël Ramat-Gan                | Winter Stadium                | 8 000    |
| Hapoël Tel-Aviv                 | Bloomfield Stadium            | 15 700   |
| Hapoël Ashkelon FC (D2)         | Sala Stadium                  | 5 250    |
| Maccabi Haïfa                   | Kiryat Eliezer Stadium        | 14 002   |
| Maccabi Netanya                 | Sar-Tov Stadium               | 7 500    |
| Maccabi Petah-Tikvah            | Petah Tikva Municipal Stadium | 6 768    |
| Maccabi Tel-Aviv                | Bloomfield Stadium            | 15 700   |

## Compétition

### Première phase

#### Classement
| Rang | Équipe                      | Pts | J  | G  | N  | P  | Bp | Bc | Diff |
| ---- | --------------------------- | --- | -- | -- | -- | -- | -- | -- | ---- |
| 1    | Maccabi Haïfa               | 70  | 30 | 21 | 7  | 2  | 55 | 25 | +30  |
| 2    | Hapoël Tel AvivT            | 65  | 30 | 20 | 5  | 5  | 65 | 27 | +38  |
| 3    | Maccabi Tel Aviv            | 50  | 30 | 15 | 5  | 10 | 41 | 33 | +8   |
| 4    | Hapoël Ironi Kiryat ShmonaP | 48  | 30 | 13 | 9  | 8  | 50 | 34 | +16  |
| 5    | Bnei Yehoudah               | 48  | 30 | 13 | 9  | 8  | 33 | 27 | +6   |
| 6    | Maccabi Netanya             | 44  | 30 | 11 | 11 | 8  | 39 | 33 | +6   |
| 7    | Hapoël Haïfa                | 44  | 30 | 12 | 8  | 10 | 38 | 37 | +1   |
| 8    | Maccabi Petah-Tikvah        | 42  | 30 | 11 | 9  | 10 | 50 | 39 | +11  |
| 9    | Hapoël Acre                 | 41  | 30 | 10 | 11 | 9  | 43 | 38 | +5   |
| 10   | Hapoël Beer-Sheva           | 38  | 30 | 10 | 8  | 12 | 36 | 38 | -2   |
| 11   | Betar Jérusalem             | 38  | 30 | 10 | 8  | 12 | 30 | 32 | -2   |
| 12   | Hapoël Petah-Tikvah         | 33  | 30 | 9  | 6  | 15 | 36 | 51 | -15  |
| 13   | MS Ashdod                   | 33  | 30 | 8  | 9  | 13 | 36 | 52 | -16  |
| 14   | Hapoël Ashkelon FCP         | 26  | 30 | 7  | 5  | 18 | 29 | 56 | -27  |
| 15   | Bnei Sakhnin                | 25  | 30 | 6  | 7  | 17 | 19 | 40 | -21  |
| 16   | Hapoël Ramat Gan -4         | 8   | 30 | 1  | 9  | 20 | 18 | 56 | -38  |

| Play-offs | Play-offs                                  |
| --------- | ------------------------------------------ |
|           | Play-offs pour le titre                    |
|           | Play-offs du milieu                        |
|           | Play-offs de relégation                    |
|           | T: Tenant du titre P: Promu de Liga Leumit |

- Le club d'Hapoël Ramat Gan a reçu une pénalité de 4 points pour avoir signé des doubles contrats avec des joueurs et des membres de son staff.

#### Matchs
| Résultats (▼dom., ►ext.)   | BEI | BnY | BnS | FCA | HAC | HAS | HBS | HHA | HPT | HRG | HTA | IKS | MHA | MNE | MPT | MTA |
| Betar Jerusalem            |     | 1-1 | 0-0 | 0-0 | 2-0 | 4-0 | 5-1 | 1-0 | 0-2 | 3-2 | 1-0 | 1-0 | 0-0 | 0-0 | 0-2 | 0-1 |
| Bnei Yehoudah              | 2-1 |     | 2-0 | 0-0 | 1-0 | 2-0 | 0-0 | 3-2 | 2-0 | 0-0 | 0-1 | 3-1 | 2-3 | 1-1 | 2-0 | 2-0 |
| Bnei Sakhnin               | 1-0 | 0-1 |     | 0-2 | 0-1 | 2-0 | 1-1 | 1-3 | 1-1 | 0-0 | 1-3 | 1-0 | 1-2 | 1-1 | 2-3 | 1-3 |
| MS Ashdod                  | 3-0 | 1-2 | 0-0 |     | 3-1 | 3-2 | 0-3 | 0-0 | 1-2 | 2-2 | 3-3 | 2-2 | 1-2 | 1-0 | 1-3 | 1-2 |
| Hapoël Acre                | 3-0 | 3-1 | 0-0 | 1-2 |     | 1-0 | 2-3 | 2-1 | 3-0 | 0-0 | 2-2 | 3-0 | 0-2 | 0-0 | 1-1 | 3-1 |
| Hapoël Ashkelon FC         | 2-1 | 0-0 | 1-0 | 4-1 | 0-0 |     | 3-4 | 0-0 | 3-1 | 1-1 | 0-2 | 0-1 | 0-3 | 0-4 | 0-1 | 2-4 |
| Hapoël Beer-Sheva          | 1-2 | 0-1 | 1-0 | 5-0 | 0-2 | 1-0 |     | 0-2 | 0-0 | 2-0 | 0-3 | 1-1 | 1-1 | 1-2 | 2-1 | 0-1 |
| Hapoël Haïfa               | 0-2 | 2-0 | 4-1 | 2-0 | 1-1 | 1-2 | 1-1 |     | 3-2 | 2-0 | 1-0 | 1-4 | 0-2 | 1-2 | 1-1 | 0-0 |
| Hapoël Petah-Tikvah        | 1-0 | 2-1 | 0-1 | 3-1 | 2-2 | 0-2 | 3-1 | 2-0 |     | 2-0 | 1-5 | 1-3 | 0-1 | 1-1 | 1-4 | 0-1 |
| Hapoël Ramat Gan           | 0-0 | 1-1 | 1-2 | 1-2 | 3-2 | 0-4 | 0-0 | 1-2 | 1-1 |     | 0-1 | 0-3 | 1-3 | 0-1 | 0-2 | 0-3 |
| Hapoël Tel Aviv            | 0-0 | 0-1 | 1-0 | 0-2 | 4-1 | 5-1 | 3-2 | 5-0 | 2-0 | 4-0 |     | 2-4 | 4-1 | 2-1 | 2-0 | 1-0 |
| Hapoël Ironi Kiryat Shmona | 0-1 | 2-2 | 2-0 | 3-0 | 2-2 | 2-2 | 1-0 | 1-3 | 3-1 | 1-0 | 1-1 |     | 0-1 | 3-0 | 2-2 | 4-0 |
| Maccabi Haïfa              | 3-3 | 1-0 | 1-0 | 1-1 | 3-1 | 3-0 | 2-2 | 0-0 | 2-0 | 3-2 | 0-2 | 3-2 |     | 3-0 | 1-0 | 3-0 |
| Maccabi Netanya            | 4-1 | 0-0 | 1-0 | 2-0 | 1-3 | 3-0 | 1-0 | 1-1 | 3-3 | 2-0 | 1-3 | 1-1 | 1-1 |     | 2-2 | 0-2 |
| Maccabi Petah-Tikvah       | 2-1 | 3-0 | 1-2 | 2-2 | 1-1 | 4-0 | 0-1 | 2-3 | 2-3 | 4-1 | 1-2 | 0-0 | 1-3 | 2-0 |     | 2-2 |
| Maccabi Tel Aviv           | 1-0 | 2-0 | 4-0 | 4-1 | 2-2 | 2-0 | 0-2 | 0-1 | 2-1 | 2-0 | 1-1 | 0-1 | 0-1 | 0-3 | 1-1 |     |

### Play-offs
Les clubs conservent la moitié des points (arrondis au supérieur) acquis lors de la première phase.

#### Poule pour le titre
| Rang | Équipe                      | Pts | J  | G  | N  | P  | Bp | Bc | Diff |  | Résultats (▼ dom., ► ext.)  | MHa | HTA | MTA | Bne | Iro | MNe |
| ---- | --------------------------- | --- | -- | -- | -- | -- | -- | -- | ---- |  | --------------------------- | --- | --- | --- | --- | --- | --- |
| 1    | Maccabi Haïfa               | 45  | 35 | 24 | 8  | 3  | 63 | 28 | +35  |  | Maccabi Haïfa               |     | 2-0 |     |     | 2-0 | 1-2 |
| 2    | Hapoël Tel Aviv'T'C         | 38  | 35 | 21 | 7  | 7  | 72 | 36 | +36  |  | Hapoël Tel Aviv'T'C         |     |     | 2-2 | 2-1 |     | 2-2 |
| 3    | Maccabi Tel Aviv            | 35  | 35 | 18 | 6  | 11 | 53 | 40 | +13  |  | Maccabi Tel Aviv            | 0-2 |     |     |     | 3-1 | 4-1 |
| 4    | Bnei Yehoudah               | 31  | 35 | 15 | 10 | 10 | 42 | 34 | +8   |  | Bnei Yehoudah               | 1-1 |     | 1-3 |     |     |     |
| 5    | Hapoël Ironi Kiryat ShmonaP | 28  | 35 | 14 | 10 | 11 | 57 | 45 | +12  |  | Hapoël Ironi Kiryat ShmonaP |     | 2-1 |     | 1-2 |     |     |
| 6    | Maccabi Netanya             | 27  | 35 | 12 | 13 | 10 | 47 | 47 | 0    |  | Maccabi Netanya             |     |     |     | 0-4 | 3-3 |     |

#### Poule de classement
| Rang | Équipe               | Pts | J  | G  | N  | P  | Bp | Bc | Diff |  | Résultats (▼ dom., ► ext.) | MPT | HAc | HBS | HHa |
| ---- | -------------------- | --- | -- | -- | -- | -- | -- | -- | ---- |  | -------------------------- | --- | --- | --- | --- |
| 1    | Maccabi Petah-Tikvah | 28  | 33 | 13 | 10 | 10 | 57 | 41 | +16  |  | Maccabi Petah-Tikvah       |     | 4-1 | 1-1 |     |
| 2    | Hapoël Acre          | 27  | 33 | 12 | 11 | 10 | 49 | 45 | +4   |  | Hapoël Acre                |     |     |     | 2-1 |
| 3    | Hapoël Beer-Sheva    | 23  | 33 | 11 | 9  | 13 | 41 | 43 | -2   |  | Hapoël Beer-Sheva          |     | 2-3 |     |     |
| 4    | Hapoël Haïfa         | 22  | 33 | 12 | 8  | 13 | 40 | 43 | -3   |  | Hapoël Haïfa               | 0-2 |     | 1-2 |     |

#### Poule de relégation
| Rang | Équipe              | Pts | J  | G  | N  | P  | Bp | Bc | Diff |  | Résultats (▼ dom., ► ext.) | BJe | Ash | Bne | HPT | HAs | HRG |
| ---- | ------------------- | --- | -- | -- | -- | -- | -- | -- | ---- |  | -------------------------- | --- | --- | --- | --- | --- | --- |
| 1    | Betar Jerusalem     | 26  | 35 | 12 | 9  | 14 | 38 | 35 | +3   |  | Betar Jerusalem            |     |     |     | 3-0 | 0-1 | 5-1 |
| 2    | MS Ashdod           | 25  | 35 | 10 | 11 | 14 | 42 | 55 | -13  |  | MS Ashdod                  | 0-0 |     |     |     | 4-1 | 1-0 |
| 3    | Hapoël Bnei Sakhnin | 23  | 35 | 9  | 8  | 18 | 25 | 44 | -19  |  | Hapoël Bnei Sakhnin        | 1-0 | 1-0 |     |     |     |     |
| 4    | Hapoël Petah-Tikvah | 22  | 35 | 10 | 8  | 17 | 42 | 58 | -16  |  | Hapoël Petah-Tikvah        |     | 1-1 | 1-1 |     |     | 1-2 |
| 5    | Hapoël Ashkelon FCP | 19  | 35 | 9  | 5  | 21 | 33 | 66 | -33  |  | Hapoël Ashkelon FCP        |     |     | 2-1 | 0-3 |     |     |
| 6    | Hapoël Ramat Gan    | 10  | 35 | 3  | 9  | 23 | 24 | 65 | -41  |  | Hapoël Ramat Gan           |     |     | 1-2 |     | 2-0 |     |

### Barrage de relégation
Le 4e de la poule de relégation affronte le 3e de Liga Leumit en matchs aller-retour.
| Équipe 1            | Résultat | Équipe 2               | Aller | Retour |
| ------------------- | -------- | ---------------------- | ----- | ------ |
| Hapoël Petah-Tikvah | 5 - 1    | (D2) Hapoël Kfar Sabah | 4 - 1 | 1 - 0  |

- Les deux équipes restent dans leur championnat respectif.

## Bilan de la saison
| Championnat d'Israël de football 2010-2011                        |                           |
| Champion                                                          | Maccabi Haïfa (12e titre) |
| Coupes et trophées                                                |                           |
| Vainqueur de la Coupe d'Israël 2010-2011                          | Hapoël Tel Aviv           |
| Qualifications continentales                                      |                           |
| Ligue des champions 2011-2012                                     | Maccabi Haïfa             |
| Ligue Europa 2011-2012                                            | Hapoël Tel-Aviv           |
| Ligue Europa 2011-2012                                            | Maccabi Tel-Aviv          |
| Ligue Europa 2011-2012                                            | Bnei Yehoudah             |
| Promotions et relégations                                         |                           |
| Promus en Championnat d'Israël de football                        | Ironi Ramat HaSharon      |
| Promus en Championnat d'Israël de football                        | Hapoël Rishon LeZion      |
| Relégués en Championnat d'Israël de football de deuxième division | Hapoël Ashkelon FC        |
| Relégués en Championnat d'Israël de football de deuxième division | Hapoël Ramat Gan          |